# Miss Maggie
Singles de Renaud
Doudou s'en fout (live) / Près des autos tamponneuses
(1984) Mistral gagnant / Le Retour de la Pépette
(1985)
Miss Maggie est une chanson du chanteur Renaud, composée par Jean-Pierre Bucolo et figurant sur l’album Mistral gagnant sorti en 1985. Elle a provoqué un mini scandale l’année de sa sortie en raison de ses paroles virulentes et insultantes envers Margaret Thatcher, alors Première ministre du Royaume-Uni.

## Contexte et écriture

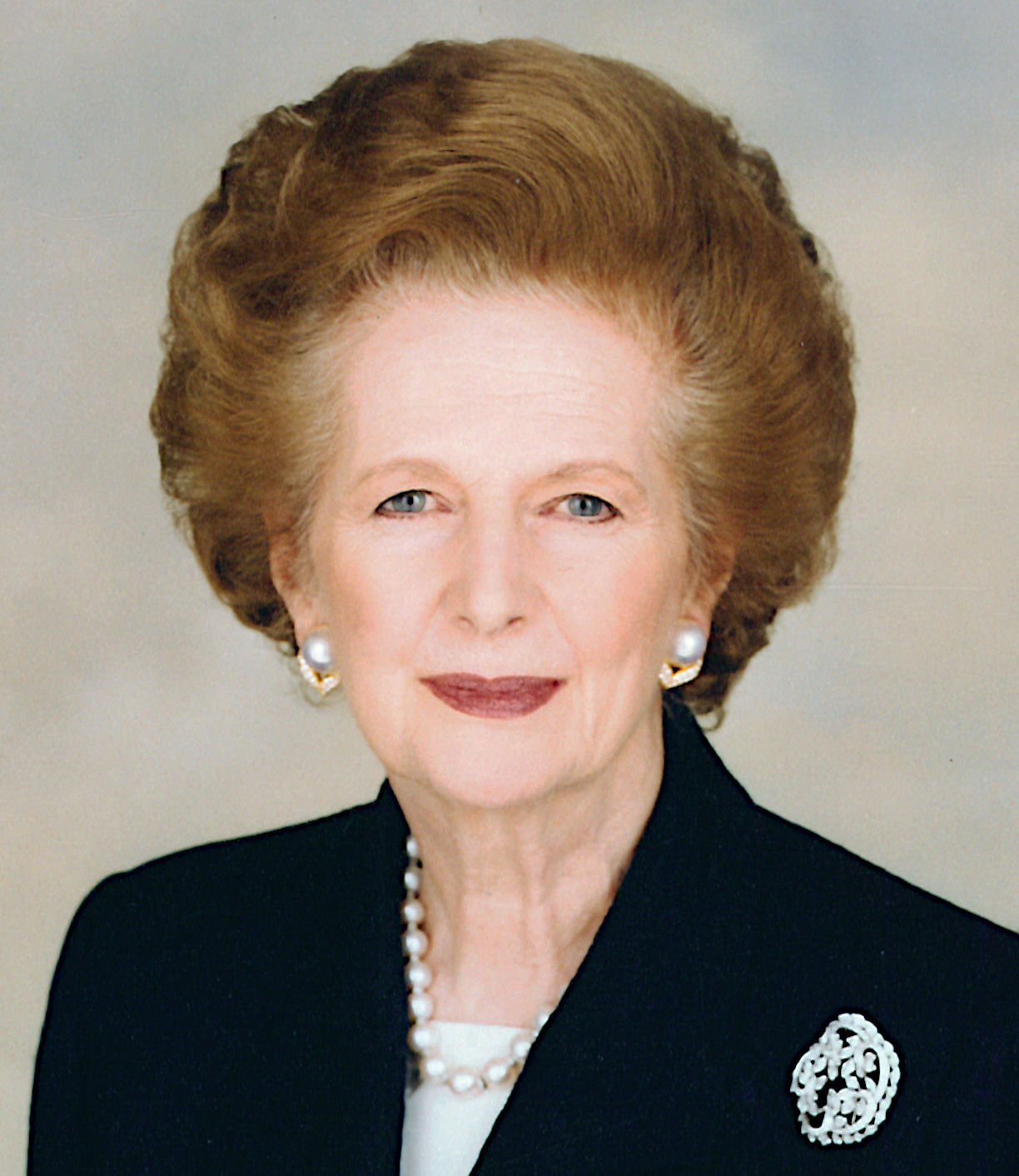
Margaret Thatcher.

La chanson a été écrite par Renaud après le drame du Heysel survenu le 29 mai 1985 à Bruxelles, lorsque certains supporters venus assister à la finale de la coupe d’Europe opposant les Anglais du Liverpool Football Club aux Italiens de la Juventus Football Club ont causé une bousculade provoquant la mort de près de quarante personnes. Dégoûté par le comportement des hommes, Renaud a voulu dans cette chanson rendre hommage aux femmes, tout en égratignant à la fin de chaque couplet Margaret Thatcher, Première ministre du Royaume-Uni de l'époque dont il n'apprécie pas la politique :

« […] D'une femme au pouvoir, on attend peut-être une attitude plus humaine que d'un homme. Et il se trouve que si sa politique était menée par un homme dans une dictature quelconque, un État totalitaire, ce serait inacceptable. Mais venant d'une femme dirigeant une démocratie, c'est encore plus inacceptable. »

Dans cette chanson, Renaud répertorie une longue liste de comportements violents qu'il associe inhérents aux hommes. Il dresse une liste des pires actes de l'humanité, soulignant continuellement l'absence des femmes dans ces atrocités. Margaret Thatcher est présentée comme la seule femme capable d'être avec tous les travers humains masculins, de manière certaine ou supposée.
Les premières notes d'introduction reprennent les quatrième et cinquième motifs du carillon de Westminster.

## Scandales et polémiques

### Réactions au Royaume-Uni
L'année de sa sortie, la chanson provoque au Royaume-Uni un scandale en raison des paroles virulentes et insultantes envers Margaret Thatcher, leur Première ministre de l'époque. En retour, l'acteur et chanteur britannique Jeremy Nicholas (en) écrit une chanson, dont les premières notes sont inspirées de la Marseillaise, dans laquelle il chante l'« arrogance », « le manque d'humour » et « le complexe d'infériorité » des « mangeurs de grenouille »,.
Renaud se dit gêné par les polémiques et ajoute que son but « n'est pas d'attiser les haines franco-anglaises mais de faire rire les Français d'une femme politique dont le comportement est souvent plus masculin que celui des hommes. » Un peu plus tard et à la demande de Virgin Allemagne et Virgin Hollande, il adapte sa chanson en anglais, désormais disponible sur l'album Les Introuvables, sans toutefois la faire sortir au Royaume-Uni afin de ne pas jouer la provocation.

### Polémique autour des génocides
Dans le cinquième couplet, Renaud évoque le sort des Palestiniens et le génocide arménien : « Palestiniens et Arméniens / Témoignent du fond de leurs tombeaux / Qu'un génocide c'est masculin / Comme un SS, un torero. » Il lui fut reproché de ne pas citer le génocide des juifs durant la Shoah entre le génocide arménien et palestinien. Il fut surpris de cette attaque et reconnut avoir péché par naïveté. Depuis, il a modifié les paroles en « Palestiniens, Juifs, Arméniens » lors de ses concerts.

« Six mois après le succès de cette chanson, je lis dans Libé que c'était une chanson sournoisement antisémite. J'ai d'abord été choqué par cette affirmation puis je l'ai comprise, admise. Je me suis senti grave coupable et, aux critiques innombrables j'ai pu, parfois, répondre par plus de provocs encore parce que fatigué de m'excuser. Pourquoi ce changement est-il, comme vous semblez le sous entendre, plus maladroit encore : parce que j'associe dans la même phrase la souffrance palestinienne au vrai génocide, le plus grand génocide de l'humanité ? »

## Arrêt de diffusion
Le site Internet RadioActu rapporte qu'après la mort de Margaret Thatcher le 8 avril 2013, le réseau France Bleu, du groupe Radio France, a interdit la diffusion de la chanson sur son antenne. À cet effet, le Délégué à la Musique de France Bleu a adressé un courriel aux responsables des programmes des stations du réseau. « Suite au décès de Margaret Thatcher, je vous remercie de bien vouloir mettre le titre de Renaud Miss Maggie en niveau 3 pour éviter sa diffusion dans les prochains jours », a-t-il écrit.

## Parodies
- Dans le cadre de l'émission La Soupe de la Radio Suisse Romande, l'imitateur suisse Yann Lambiel a interprété une parodie satirique Mister Stauffer, décrivant, au deuxième degré, l'homme politique genevois Éric Stauffer comme le seul homme de confiance dans un océan de politiciens malhonnêtes[9].

## Classements
| Classement (1986) | Meilleure position |
| ----------------- | ------------------ |
| France (SNEP)     | 13                 |